# Anotylus alpicola
Anotylus alpicola är en skalbaggsart som först beskrevs av Thomas Casey 1894.  Anotylus alpicola ingår i släktet Anotylus och familjen kortvingar. Inga underarter finns listade i Catalogue of Life.